# هاینیگن
شهر هاینیگندر ایالت بادن-وورتمبرگ در کشور آلمان واقع شده‌است.